# Senzabenza
I Senzabenza sono un gruppo pop punk italiano fondato nel 1989. Il loro stile, chiamato da loro stessi flower-punk, rimanda per certi versi a quello dei Ramones e al surf/beat.

## Storia del gruppo
Il nucleo del gruppo si forma a Latina alla fine degli anni ottanta ma solo nel 1992 e dopo il demo autoprodotto Suono forte e veloce, viene pubblicato il loro primo album Peryzoma per la McGuffin in una formazione a quattro elementi: Nando Ferdinandi (voce, chitarra),  Sebi Filigi (chitarra), Fabio Furlan (basso), Max Bergo (batteria). I testi sono quasi tutti in inglese, sono presenti legami al beat italiano come la cover di Non sperarlo più dei Camaleonti e richiami di rock demenziale come il brano Wanna Marchi Acid Blues. Grazie allo stile scanzonato dei brani vengono paragonati agli australiani Hard-Ons.
Il secondo album Gigius dell'anno successivo ricalca lo stile dell'esordio. Il loro terzo album Deluxe - How to Make Money with Punk Rock uscito nel 1996 per la Ultimo Piano/Sony vanta il mixaggio di un eroe del gruppo Joey Ramone.
Il quarto album Vol. 4 del 1999 è cantato in italiano ed è più legato al beat ma non viene apprezzato. Il disco vede l'entrata del tastierista Daniele Nonne e successivamente Eliano Zomparelli sostituisce al basso Fabio Furlan.
Il gruppo ritorna con i testi in inglese per il loro quinto lavoro, Uppers che contiene due cover Bonzo Goes to Bitburg dei Ramones e Time After Time di Cindy Lauper.
Nel 2017 tornano a calcare i palchi di tutta Italia con il loro tour Pop From Hell; contemporaneamente verrà pubblicato con lo stesso nome il loro sesto album.
Nel 2019 esce il loro nono album, Godzilla Kiss!, per la Striped Records.
Il 17 dicembre 2022 esce per Consorzio ZdB il decimo album Punk Pop Dilemma.
Nel 2024, la loro canzone Insonnia, dall'album Vol.4, viene riscoperta dalla comunità lostwave, essendo stata caricata senza titolo su YouTube nel 2012.

## Formazione

### Formazione attuale
- Nando Ferdinandi – voce, chitarra
- Sebi Filigi – chitarra, voce
- Jacopo De Pinto – basso
- Max Bergo – batteria
- Daniele Nonne – tastiera

### Ex componenti
- Fabio Furlan – basso
- Eliano Zomparelli – basso
- Massimiliano Raimondi – basso
- Giuseppe Vilardi – batteria

## Discografia

### Album in studio
- 1991 – Suono forte e veloce
- 1991 – We wanna pork!
- 1992 – Peryzoma
- 1993 – Gigius
- 1996 – Deluxe - How to Make Money with Punk Rock
- 1999 – Vol. 4
- 2002 – Uppers
- 2017 – Pop From Hell
- 2019 – Godzilla Kiss!
- 2022 – Punk Pop Dilemma

### Split
- 2015 – Punk Rock Generations (con The Crooks, Rappresaglia e Latte+)